# 恵み野跨線橋
恵み野跨線橋（めぐみのこせんきょう）は北海道恵庭市にあるJR北海道千歳線にかかる道路橋である。

## 歴史
恵み野跨線橋は、恵庭バイパスにある橋である。
交通量増加によって恵庭バイパスを建設するため1992年（平成4年）に開通した。

## 周辺
フレスポ恵み野、花の拠点「はなふる」、恵み野駅